# Sirr Al-Khatim Al-Khalifa
Sirr Al-Khatim Al-Khalifa Al-Hassan (en árabe: سر الختم الخليفة الحسن‎, romanizado: Sirr al-Khatim al-Khalīfa al-Ḥasan; 1 de enero de 1919 – 18 de febrero de 2006) fue un político, embajador y educador de élite sudanés, que se desempeñó como el cuarto primer ministro de Sudán. Fue famoso por su gran legado en educación y por crear grabados para el Ministerio de Educación de Sudán, y como primer ministro ejecutivo en el Régimen de Octubre. Al-Khalifa tenía una orientación socialista y, por lo tanto, simpatizaba con los simba, que habían abrazado el comunismo.

## Primeros años y educación
Al-Khalifa nació en Ed Dueim, hijo de Al-Khalifa Hassan Ahmed y Nafisa Al-Fakki Alabead. Descendiente de la tribu Al Jalain, su padre emigró de Shendi a Ed Dueim y fue nombrado califa de Al-Khatmiya.
A principios de la década de 1920, obtuvo su educación primaria en la Escuela Rural de Ed Dueim y en la Escuela Intermedia Berber. En 1937 se graduó en el Gordon Memorial College estudiando educación docente. Al-Khalifa se convirtió en profesor en Bakht Arrida en 1938 y trabajó allí hasta 1944, cuando se trasladó a Gran Bretaña para continuar su educación.
En 1944, Al-Khalifa amplió su formación asistiendo al Exeter College, de la Universidad de Oxford. En 1946 regresó a Sudán para reanudar su trabajo como profesor en Bakht Arrida.

## Viaje al sur de Sudán
En 1950, tras el abandono de la Política del Sur, una política colonial que aisló al sur de Sudán de la educación y el desarrollo económico, Al-Khalifa fue nombrado funcionario provincial de Educación en la provincia de Equatoria en Juba. Después de siete años de éxito en el trabajo, fue ascendido a director adjunto de Educación para las provincias del sur, el puesto educativo más alto de la región. Durante este tiempo, aumentó el número de escuelas e introdujo el árabe en la región. Pasó 10 años en el sur de Sudán, difundiendo la educación y relacionándose con el sur, que antes estaba totalmente cerrado, y se convirtió en un personaje muy favorable y respetado en todo Sudán.

## Regreso al norte de Sudán
En 1962, Al-Khalifa fue nombrado decano del Instituto Técnico de Jartún(actual Universidad de Ciencia y Tecnología de Sudán). Pasó dos años en el puesto y fue apodado "Padre de la Educación Técnica" en Sudán, ya que dedicó gran esfuerzo y tiempo a esta escuela técnica recién establecida.

## Revolución de 1964 y debut en la carrera política
En 1964 el régimen de Ibrahim Abboud se enfrentaba a numerosas inestabilidades que llevaron a una importante huelga de los diferentes sectores de trabajadores de la sociedad. La huelga, conocida como la Revolución de Octubre, provocó disturbios y numerosas muertes y obligó al presidente Abbud a disolver el gobierno y prepararse para un gobierno civil.
Al-Khalifa fue nominado por el Partido Umma como primer ministro para un gobierno de transición que preparara un gobierno civil. Muchos estuvieron de acuerdo con el candidato, otros, incluido el Partido Comunista de Sudán (PCS), se mostraron en total desacuerdo debido a su inexperiencia política con sus candidatos, entre ellos Abdin Ismail y Jaafar Karrar. Después de varias reuniones entre los diferentes partidos, Al-Khalifa fue designado como primer ministro para el gobierno de transición.
El régimen de Al-Khalifa estaba muy ansioso por abordar y encontrar soluciones pacíficas al problema del sur. Como los miembros del partido ocupaban pocos cargos, a los políticos del sur se les permitieron puestos que históricamente solo ocupaban los norteños. Clement Mboro se convirtió en el primer sureño en ocupar el cargo de Ministro del Interior.

## Conferencia de la Mesa Redonda de 1965
Al-Khalifa pidió que se creara la Conferencia de la Mesa Redonda con la presencia de 24 políticos del sur y 18 representantes de partidos del norte para abordar el problema del sur. La conferencia estaba prevista originalmente en Juba entre el 16 y el 29 de marzo de 1965; sin embargo, varios incendios y disturbios en Juba indicaron la migración de la conferencia a Jartún.

"Señores, el arabismo, que es un atributo básico de la mayoría de la población de este país y de muchos países africanos además, no es un concepto racial que une a los miembros de un determinado grupo racial. Es un vínculo religioso, cultural y no racial que une a numerosas razas, negra, blanca y morena. Si el arabismo fuera otra cosa que esto, la mayoría de los árabes modernos, ya sean africanos o asiáticos, incluida toda la población del norte de Sudán, dejarían de ser árabes en absoluto".

Sin embargo, la conferencia llegó a un punto muerto y concluyó con la creación del Comité de los Doce Hombres, integrado por los partidos políticos participantes. Al-Khalifa se vio obligado a dimitir y el gobierno prometió convocar elecciones para junio de 1965. Con unas elecciones apresuradas celebradas en el norte, excluyendo al sur por razones de seguridad, se puso fin al gobierno de transición de Al-Khalifa y se inició la segunda fase democrática de Sudán bajo el mando de Muhammad Ahmad Mahgoub.

## Ruptura diplomática con la política
Al-Khalifa fue nombrado embajador en Italia en 1966. En marzo de 1968, fue trasladado para convertirse en embajador en el Reino Unido. El 25 de mayo de 1969, cuando Yaafar al-Numeiry tomó el poder en un golpe de Estado, Al-Khalifa fue informado del fin de su servicio y despojado de su pasaporte diplomático. Tuvo que presentarse inmediatamente en Jartún. Algunos creen que este télex contundente fue una respuesta de Babiker Awadalla, expresidente de la Corte Suprema y nuevo primer ministro, y del régimen de al-Numeiry a la traición de Al-Khalifa a la Revolución de Octubre al adelantar las elecciones de 1965, entregando así el poder a los partidos Umma-PDP. Al-Khalifa regresó a Jartún a principios de junio de 1969.

## Vida posterior y muerte
En 1973 al-Numeiry nombró a Al-Khalifa ministro de Educación, cargo que ocupó durante dos años, hasta que en 1982 fue nombrado asesor presidencial en asuntos educativos hasta el final de la era de al-Numeiry en 1985.
El 19 de enero de 2006, al día siguiente de su muerte, el funeral de Al-Khalifa en el cementerio de Al-Bakri contó con la presencia de miles de sus colegas, políticos, educadores y estudiantes.